# Ricardo Castellví de Ibarrola
Ricardo Castellví de Ibarrola (Torí, 1 de setembre de 1836 – Madrid, 17 d'abril de 1876) fou un aristòcrata i polític espanyol, X comte de Carlet, diputat a les Corts Espanyoles durant la restauració borbònica.

## Biografia
Era fill d'Antonio Nicolás de Castellví y Shelly i de María del Carmen de Ibarrola y Mollinedo. El 1863 va heretar el títol de comte de Carlet i ingressà a l'Orde de Montesa. En 1875 fou nomenat primer cavallerís del rei Alfons XII d'Espanya. Fou elegit diputat pel districte de Xàtiva a les eleccions generals espanyoles de 1876. Tanmateix, va morir dos mesos després i fou substituït en el seu escó per Vicente Oliag Carrá.
Es va casar de Mercedes Gordon y Prendergast, i fou pare de la poetessa Isabel Maria del Carme Castellví Gordon. Fou avi del futbolista Joan Armet de Castellví.